# 1526 Mikkeli
1526 Mikkeli је астероид главног астероидног појаса чија средња удаљеност од Сунца износи 2,315 астрономских јединица (АЈ).
Апсолутна магнитуда астероида је 13,6.